# Vitreorana eurygnatha
Vitreorana eurygnatha es una especie de anfibio anuro de la familia de las ranas de cristal (Centrolenidae). Se distribuye por el este y sudeste de Brasil hasta los 1700 m de altitud. 